# Neurogenia kapuri
Neurogenia kapuri är en stekelart som beskrevs av Jonathan 1974. Neurogenia kapuri ingår i släktet Neurogenia och familjen brokparasitsteklar. Inga underarter finns listade i Catalogue of Life.